# Guatteria glauca
Guatteria glauca là một loài thực vật thuộc họ Annonaceae. Đây là loài đặc hữu của Peru.